# Ермолин, Василий Дмитриевич
Васи́лий Дми́триевич Ермо́лин (ок. 1420-х годов — между 1481 и 1485 годами) — московский купец, который руководил строительными работами Русского государства в 1460-х и начале 1470-х годов. По заказу (возможно, и при непосредственном участии) Ермолина была составлена Ермолинская летопись.

## Биография
Принадлежал к одной из богатейших купеческих семей своего времени. Ермолины относились к числу «сурожских гостей» — купцов, которые торговали со странами Востока (в сурожском торговом ряду). Отец Василия, Дмитрий Ермолин, постригся в Троицкий монастырь под именем Дионисия (под этим именем он упоминается в житии Сергия Радонежского).
В 1462 году Василию было поручено возобновление белокаменных стен Московского Кремля между Боровицкой и Водовзводной (Свибловой) башнями. Тогда же он возвёл надвратную церковь Св. Афанасия на Фроловских воротах.
В 1464 году под его руководством были выполнены резные каменные украшения для Фроловских (Спасских) ворот (с изображением Георгия Победоносца и Дмитрия Солунского). Ранее некоторые ученые считали, что Ермолин был и скульптором этих статуй, но в летописи под 1464 годом однозначно сказано, что скульптуры были поставлены именно его «нарядом». Скульптуры были сняты с ворот при их перестройке в 1491 году, и сейчас их фрагменты находятся в Государственной Третьяковской галерее.
В 1467 году он восстанавливал недостроенный и сгоревший собор Вознесенского монастыря в Московском Кремле, а два года спустя в Троице-Сергиевом монастыре Василий Ермолин построил трапезную и поварню (разрушены в конце XVII века). В том же году он отреставрировал надвратную церковь Золотых ворот во Владимире.
В 1471 году по приказу великого князя московского Ивана III Ермолин со значительными искажениями восстановил обрушившийся Георгиевский собор домонгольского времени в городе Юрьев-Польский. Мастер, понимая значение исторической постройки, не заменил обрушившиеся части здания кирпичной кладкой, а собрал все белокаменные блоки и украшавшие их рельефы. Из-за отсутствия точного плана и зарисовок белокаменной резьбы были перепутаны сюжеты и резные камни, что образовало некий «ребус» из белокаменных рельефов. Это единственная работа Ермолина, сохранившаяся до наших дней.

## Работы
- Надвратная церковь святого Афанасия и декор Фроловской (Спасской) башни Московского кремля (1462);
- Достройка и реставрация белокаменной стены Московского кремля от Боровицкой до Свибловой башни (1462);
- Восстановление Вознесенской церкви Вознесенского женского монастыря Московского кремля (1467—1468);
- Трапезная и поварня Троице-Сергиева монастыря (1460-е);
- Перестройка церкви Воздвижения на Торгу во Владимире (1469);
- Перестройка церкви Ризоположения на Золотых воротах во Владимире (1469);
- Восстановление Георгиевского собора в Юрьеве-Польском (1471).